# Гомбош, Норберт
Но́рберт Го́мбош (словац. Norbert Gombos; род. 13 августа 1990, Галанта) — словацкий профессиональный теннисист. Член сборной команды Словакии по теннису на Кубке Дэвиса.

## Биография
Родился 13 августа 1990 года в Галанте (Чехословакия).  

## Спортивная карьера
Гомбош в основном играет в ATP Challenger Tour и ITF Future Tour. В настоящее время он является победителем трёх турниров ITF Future Tour и семи турниров ATP Challenger Tour. 
В апреле 2014 года Норберт Гомбош дебютировал в сборной Словакии на Кубке Дэвиса.
На Открытом чемпионате Австралии 2020 года, победив в квалификации, сыграл в первом круге, где уступил испанцу Алехандро Давидовичу Фокине. На Открытом чемпионате США 2020 года в возрасте 30 лет выиграл свой первый матч в основных сетках турниров Большого шлема, победив молдованина Раду Албота (6-4 6-1 6-4). Во втором круге Норберт проиграл Марину Чиличу (3-6 6-1 6-7(2-7) 5-7).
На Открытом чемпионате Франции 2020 года в первом круге обыграл 24-го сеянного Борну Чорича в 4 сетах, а затем также в 4 сетах победил Юрия Родионова из Австрии. В третьем круге Гомбош уступил Диего Шварцману со счётом 0-3.

## Рейтинг на конец года
| Год  | Одиночный рейтинг | Парный рейтинг |
| 2019 | 109               | 0              |
| 2018 | 247               | 415            |
| 2017 | 132               | 685            |
| 2016 | 142               | 1119           |
| 2015 | 138               | 282            |
| 2014 | 126               | 554            |
| 2013 | 197               | 484            |
| 2012 | 352               | 539            |
| 2011 | 472               | 883            |
| 2010 | 585               | 0              |

## Выступления на турнирах
Финалы турниров ATP в одиночном разряде (0)
| Легенда                    |
| -------------------------- |
| Турниры Большого шлема (0) |
| Финал АТР-тура (0)         |
| Олимпиада (0)              |
| ATP Мастерс 1000 (0)       |
| АТР 500 (0)                |
| АТР 250 (0)                |

| Титулы по покрытиям | Титулы по месту проведения матчей турнира |
| ------------------- | ----------------------------------------- |
| Хард (0)            | Зал (0)                                   |
| Грунт (0+0)         | Зал (0)                                   |
| Трава (0)           | Открытый воздух (0+0)                     |
| Ковёр (0)           | Открытый воздух (0+0)                     |

| № | Дата | Турнир | Покрытие | Соперник в финале | Счёт |

Финалы турниров ATP в парном разряде (0)
| № | Дата | Турнир | Покрытие | Партнёр | Соперники в финале | Счёт |